# Campeonato Mundial de Badminton de 1987
O 5º Campeonato Mundial de Badminton foi realizado em Pequim, China, em 1987.

## Local
- Capitol Sports Hall

## Medalhistas
| Event             | Ouro                      | Prata                          | Bronze                               |
| ----------------- | ------------------------- | ------------------------------ | ------------------------------------ |
| Simples Masculino | Yang Yang                 | Morten Frost                   | Zhao Jianhua                         |
| Simples Masculino | Yang Yang                 | Morten Frost                   | Icuk Sugiarto                        |
| Simples Feminino  | Han Aiping                | Li Lingwei                     | Zheng Yuli                           |
| Simples Feminino  | Han Aiping                | Li Lingwei                     | Gu Jiaming                           |
| Duplas Masculinas | Li Yongbo Tian Bingyi     | Jalani Sidek Razif Sidek       | Jens Peter Nierhoff Michael Kjeldsen |
| Duplas Masculinas | Li Yongbo Tian Bingyi     | Jalani Sidek Razif Sidek       | Park Joo-bong Kim Moon-soo           |
| Duplas Femininas  | Lin Ying Guan Weizhen     | Li Lingwei Han Aiping          | Kim Yun-ja Chung Soo-young           |
| Duplas Femininas  | Lin Ying Guan Weizhen     | Li Lingwei Han Aiping          | Chung Myung-hee Hwang Hye-young      |
| Duplas Mistas     | Wang Pengren Shi Fangjing | Lee Deuk-choon Chung Myung-hee | Martin Dew Gillian Gilks             |
| Duplas Mistas     | Wang Pengren Shi Fangjing | Lee Deuk-choon Chung Myung-hee | He Yiming Yang Xinfang               |

## Resultados

### Simples Masculino
|  | Quartas de final | Quartas de final | Quartas de final | Quartas de final | Quartas de final |    |    | Semifinais | Semifinais | Semifinais | Semifinais | Semifinais |  |  | Final        | Final        | Final | Final | Final |
|  |                  |                  |                  |                  |                  |    |    |            |            |            |            |            |  |  |              |              |       |       |       |
|  | Morten Frost     |                  |                  |                  |                  |    |    |            |            |            |            |            |  |  |              |              |       |       |       |
|  | Rashid Sidek     |                  |                  |                  |                  |    |    |            |            |            |            |            |  |  |              |              |       |       |       |
|  |                  | Morten Frost     | Morten Frost     | 15               | 15               |    |    |            |            |            |            |            |  |  |              |              |       |       |       |
|  |                  |                  |                  |                  |                  |    |    |            |            |            |            |            |  |  |              |              |       |       |       |
|  |                  | Zhao Jianhua     | Zhao Jianhua     | 12               | 11               |    |    |            |            |            |            |            |  |  |              |              |       |       |       |
|  | Zhao Jianhua     | Zhao Jianhua     | Zhao Jianhua     | 12               | 11               |    |    |            |            |            |            |            |  |  |              |              |       |       |       |
|  |                  |                  |                  |                  |                  |    |    |            |            |            |            |            |  |  |              |              |       |       |       |
|  | Zhang Qingwu     |                  |                  |                  |                  |    |    |            |            |            |            |            |  |  |              |              |       |       |       |
|  |                  |                  |                  |                  |                  |    |    |            |            |            |            |            |  |  | Morten Frost | Morten Frost | 2     | 15    | 12    |
|  |                  |                  | Yang Yang        | Yang Yang        | 15               | 13 | 15 |            |            |            |            |            |  |  |              |              |       |       |       |
|  | Ib Frederiksen   |                  |                  |                  |                  |    |    |            |            |            |            |            |  |  |              |              |       |       |       |
|  | Yang Yang        |                  |                  |                  |                  |    |    |            |            |            |            |            |  |  |              |              |       |       |       |
|  |                  | Yang Yang        | Yang Yang        | 15               | 15               |    |    |            |            |            |            |            |  |  |              |              |       |       |       |
|  |                  |                  |                  |                  |                  |    |    |            |            |            |            |            |  |  |              |              |       |       |       |
|  |                  | Icuk Sugiarto    | Icuk Sugiarto    | 11               | 4                |    |    |            |            |            |            |            |  |  |              |              |       |       |       |
|  | Xiong Guobao     | Icuk Sugiarto    | Icuk Sugiarto    | 11               | 4                |    |    |            |            |            |            |            |  |  |              |              |       |       |       |
|  |                  |                  |                  |                  |                  |    |    |            |            |            |            |            |  |  |              |              |       |       |       |
|  | Icuk Sugiarto    |                  |                  |                  |                  |    |    |            |            |            |            |            |  |  |              |              |       |       |       |

## Quadro de Medalhas
| Pos | País          | Ouro | Prata | Bronze | Total |
| --- | ------------- | ---- | ----- | ------ | ----- |
| 1   | China         | 5    | 2     | 3      | 10    |
| 2   | Coreia do Sul | 0    | 1     | 3      | 4     |
| 3   | Dinamarca     | 0    | 1     | 1      | 2     |
| 4   | Malásia       | 0    | 1     | 0      | 1     |
| 5   | Indonésia     | 0    | 0     | 1      | 1     |
| 5   | Inglaterra    | 0    | 0     | 1      | 1     |

## Ligações Externas
- BWF Results
- WorldBadminton.net Results
- Badminton.de: Men's singles draw